# Selidosema acutipennaria
Selidosema acutipennaria là một loài bướm đêm trong họ Geometridae.